# Persecución de los homosexuales en la Unión Soviética
La persecución de los homosexuales en la Unión Soviética comenzó pocos años después del ascenso de Stalin al poder y continuó, aunque de forma atenuada, hasta la caída de la propia Unión Soviética. En algunas naciones surgidas tras la desintegración de la URSS, persisten aún persecuciones que van del internamiento en campos de trabajo forzado a la cárcel.

## Revolución de Octubre y primeros años de la Unión Soviética
Tras la Revolución de 1917, los bolcheviques abolieron las leyes zaristas, legalizado el divorcio incausado, el aborto y la homosexualidad. El nuevo código penal no incluía la homosexualidad, el tema simplemente fue omitido. Así fue posible que Gueorgui Chicherin se convirtiese en ministro soviético de Asuntos Exteriores de 1918 a 1930, aunque tuviese que cesar prácticamente sus relaciones con otros homosexuales y fuera enviado a partir de 1925 a diversas clínicas para tratar de «curar» su homosexualidad.
Sin embargo, la legalización de los actos homosexuales consentidos y privados entre adultos solo se aplicaba a Rusia misma. La homosexualidad o la sodomía siguieron siendo crímenes en Azerbaiyán (ilegalizado oficialmente en 1923), así como en las repúblicas soviéticas de Transcaucasia y Asia central durante la década de 1920. Leyes criminales similares fueron implementadas en Uzbekistán en 1926 y Turkmenistán el año siguiente.

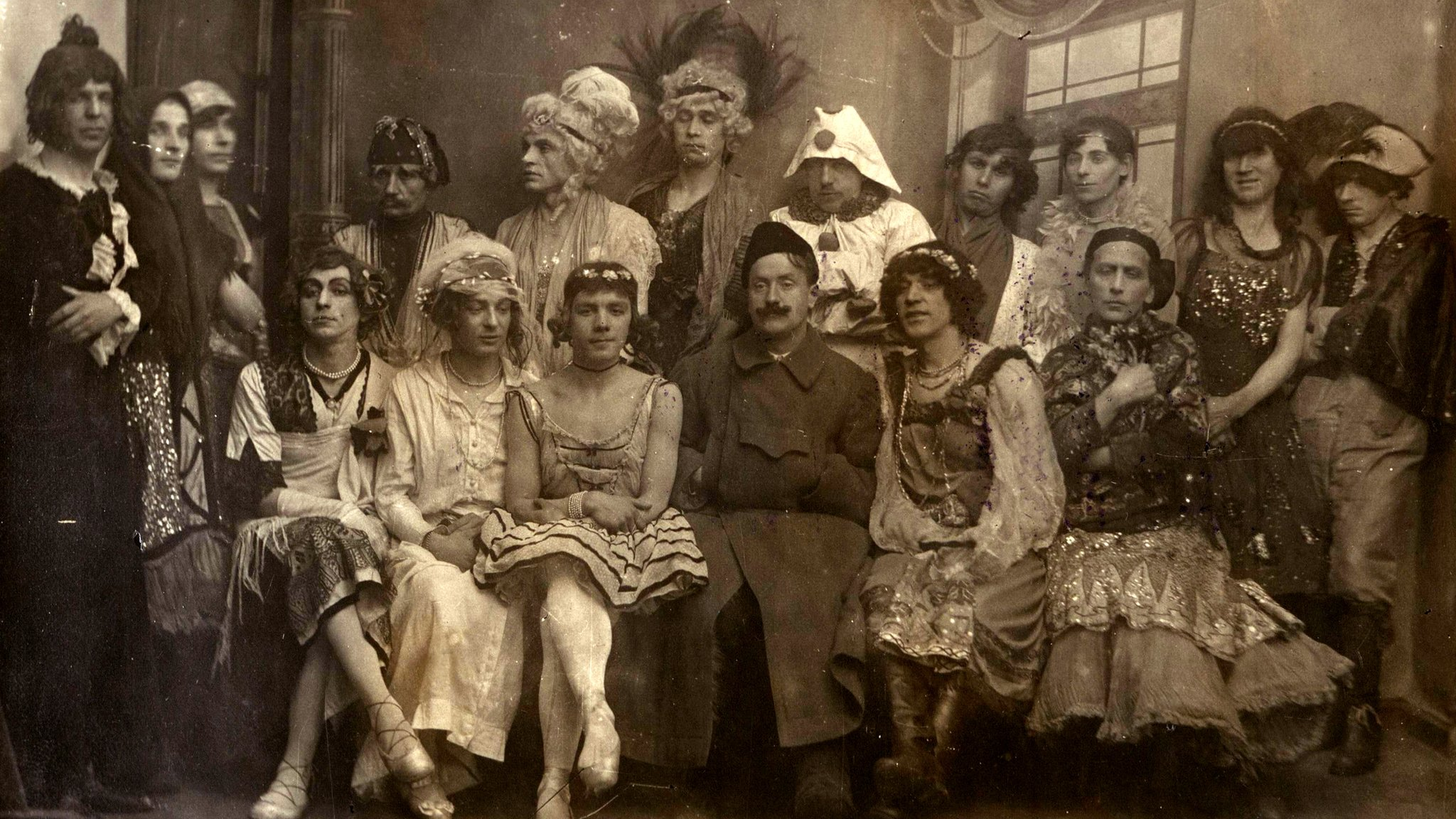
Miembros de un grupo gay clandestino en Petrogrado en 1921.

En 2013 se publicó por primera vez una foto (a la derecha) de un baile de invertidos en Rusia, concretamente en Petrogrado, celebrada el 15 de febrero de 1921, durante los primeros años del régimen soviético. La foto fue hecha por los expertos forenses de la policía, que había realizado una redada en el piso en el que se estaba celebrando la fiesta, tras recibir un chivatazo anónimo sobre actividades «contra natura» en un piso de la calle Simeon n°6. Se detuvo a 98 marineros, soldados y civiles —a pesar de que la sodomía había sido legalizada. Se habían reunido a celebrar una «boda de travestidos», muchos de ellos disfrazados en trajes femeninos, «vestidos españoles» y «pelucas blancas», para bailar el vals y el minueto, y socializar con otros hombres. El comisario de justicia responsable justificó la redada con que una muestra pública de tendencias homosexuales podía poner en peligro a las «personalidades sin asentar». Aunque ninguno de los participantes fue condenado, el dueño del piso, Eduard Michel, fue acusado de regentar un burdel según el artículo 171 del código penal de la República Socialista Federativa Soviética de Rusia, delito penado con un mínimo de 3 años de prisión y confiscación de toda o parte de las propiedades.
La Unión Soviética envió delegados al Institut für Sexualwissenschaft, en Alemania, así como a algunas conferencias internacionales sobre la sexualidad humana, que expresaban su apoyo a la legalización de las relaciones homosexuales consentidas y privadas entre adultos. Sin embargo, en la década de 1930, junto con un incremento de la represión política de los disidentes y de las nacionalidades no rusas bajo Stalin, los asuntos LGBT se enfrentaron a la censura gubernamental y políticas cada vez más represivas en toda la Unión Soviética. La homosexualidad fue declarada oficialmente como una enfermedad. La situación oficial podría ser resumida en el artículo de la Gran Enciclopedia Soviética de 1930, escrito por el experto médico Sereisky:

La legislación soviética no reconoce los crímenes contra la moralidad. Nuestras leyes proceden del principio de protección de la sociedad y por lo tanto contienen castigos solamente en aquellos casos en los que los jóvenes y menores son objetos del interés homosexual [...] mientras reconoce lo incorrecto del desarrollo homosexual [...] nuestra sociedad combina medidas profilácticas y terapéuticas con todas las condiciones necesarias para hacer los conflictos que afligen a los homosexuales tan libres de dolor como sea posible y para resolver su típico distanciamiento de la sociedad dentro del colectivo
Sereisky, Gran Enciclopedia Soviética, 1930, p. 593

A pesar de la actitud negativa del gobierno bolchevique, la subcultura homosexual permaneció próspera durante la década de 1920. En Moscú, los parques alrededor del Bulevar Anillo eran lugares de encuentro preferidos por gais; en San Petersburgo era la Perspectiva Nevsky.

## La llegada del Estalinismo
En 1933 se añadió el artículo 121 al código penal de la Unión Soviética, en el que se prohibía explícitamente la homosexualidad masculina con hasta cinco años de trabajos forzados en prisión. No se aprobaron leyes contra el lesbianismo. Observadores occidentales estimaron que durante el régimen soviético se encarcelaron entre 800 y 1000 hombres al año por este nuevo delito.
No se conocen las razones específicas que llevaron a la aprobación de la nueva ley. Algunos historiadores han sugerido que la ley aprobada por Iósif Stalin fue, al igual que la ley contra el aborto, un intento de incrementar el índice de natalidad, a la vez que conseguía mejorar sus relaciones con la conservadora Iglesia ortodoxa rusa. Otros han indicado que, durante estos años, la propaganda soviética comenzó a representar la homosexualidad como un signo de fascismo y que el artículo 121 fue posiblemente solo un instrumento para su empleo en contra de disidentes políticos, independientemente de su orientación sexual, solidificando su oposición a la Alemania nazi que había roto su tratado con Rusia. Más recientemente, ha surgido una tercera posible razón entre los papeles y transcripciones soviéticos descalificados. Más allá de los miedos expresados sobre una vasta conspiración «contrarrevolucionaria» o fascista homosexual, hubo varios casos importantes de hombres rusos acusados de pederastia. En 1933, 130 hombres «fueron acusados de ser ‹pederastas› –hombres adultos que tenían sexo con tios. Debido a que no se conocen informes de la época sobre hombres que tenían sexo con tios, es posible que el término fuera usado de forma amplia para denominar a homosexuales.» Cualquiera que fuese la razón, la homosexualidad continuó siendo un delito criminal serio hasta que la ley fue retirada en 1993.
El gobierno soviético hizo muy poca publicidad de este cambio en la ley y pocas personas parecían ser conscientes de que existía. En 1934, el comunista británico Harry Whyte escribió una larga carta a Stalin condenando la ley y sus motivos llenos de prejuicios. Presentó una posición marxista en contra de la opresión de los homosexuales como minoría social, comparando la homofobia con el racismo, la xenofobia y el sexismo. Aunque la carta no tuvo respuesta formal, el escritor cultural soviético Máximo Gorki publicó un artículo en los periódicos Pravda e Izvestia titulado «Humanitarismo proletario» en el que parecía rechazar los argumentos de Whyte uno a uno. Rechazó la noción de que los homosexuales fuesen una minoría social y argumentó que la Unión Soviética tenía que combatirlos para proteger a la juventud y luchar contra el fascismo.
Pocos años después, en 1936, el comisario de justicia, Nikolái Krylenko, declaró públicamente que la ley en contra de los homosexuales estaba dirigida con toda razón contra las decadentes y afectadas antiguas clases dirigentes, relacionando así más estrechamente la homosexualidad y la conspiración de derechas, es decir, la aristocracia zarista y los nazis alemanes.
Así la homosexualidad se convirtió en un tema que no podía ser representado, discutido o defendido en público. Los homosexuales o bisexuales rusos que querían un puesto dentro del Partido Comunista debían casarse con una persona del sexo opuesto, independientemente de su orientación sexual. Un ejemplo notable fue el director ruso Serguéi Eisenstein que, a pesar de su homosexualidad, consiguió sobrevivir llevando una doble vida, teniendo aventuras sexuales con hombres, mientras estaba casado con una mujer, y produciendo películas que gustaban a Stalin.
Otro caso famoso, fue el del director de cine Serguéi Paradzhánov quien fue arrestado en 1973 bajo los cargos de violación, homosexualidad y cohecho. En 1977 Angelo Pezzana (diputado italiano y fundador del Frente Unitario Homosexual Revolucionario Italiano) organizó una conferencia en Moscú para protestar contra el maltrato que sufrían los homosexuales en la URSS. Este hecho, sumado a la presión otros artistas, llevó a su liberación ese mismo año.   

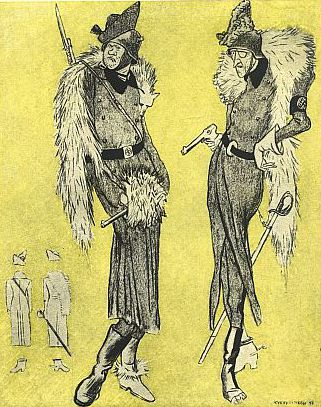
Propaganda de guerra soviética que muestra a dos soldados nazis afeminados.

La homosexualidad no solo era un crimen contra la naturaleza, sino además contra la sociedad. Los actos homosexuales eran una traición a la utopía del estado de los trabajadores y por lo tanto condenables a cinco años de trabajos forzados. Las cifras de hombres desaparecidos en campos de trabajo tras ser condenados por homosexualidad no son conocidas, pero las detenciones masivas durante la Gran Purga garantizaron que la subcultura homosexual resultara invisible durante las siguientes cuatro décadas.
En los campos de trabajo y prisiones existía un sistema de castas entre los prisioneros, de las que la más baja se llamaba опущенный (opushchenñe, literalmente «descendidos» o «degradados»). Los opushchenñe se convertían en «intocables» y debían realizar las tareas más duras y desagradables, dependiendo de la clemencia de los demás prisioneros. Violaciones individuales y en grupo de opushchenñe, y su conversión en esclavos sexuales, era común. Los hombres que eran juzgados por el artículo 121 por homosexualidad y condenados a prisión eran clasificados automáticamente como opushchenñe. Valeri Klímov, condenado a tres años por homosexualidad, confesó a Yaroslav Mogutin que había visto asesinatos brutales de por lo menos diez homosexuales. Uno de ellos fue asesinado por diez presos que, después de violarlo numerosas veces, saltaron con los pies juntos sobre su cabeza hasta matarlo.
En 1952 la Gran Enciclopedia Soviética explicaba bajo la entrada «homosexualismo» lo siguiente:

El origen del h[omosexualismo] está relacionado con las condiciones sociales diarias; para la abrumadora mayoría de personas que se permiten el h[omosexualismo], estas perversiones desaparecen en cuanto la persona se encuentra en un ambiente social favorable [...] En la sociedad soviética, con sus sanas costumbres, el h[omosexualismo] es una perversión sexual considerada vergonzosa y criminal. La legislación criminal considera el h[omosexualismo] punible con excepción de aquellos casos en los que el h[omosexualismo] es una manifestación de un desorden psíquico marcado.
«Gomoseksualism» (1952), p. 35

## El régimen soviético tras Stalin (1953–1991)
Tras la muerte de Stalin en 1953, fue reemplazado por Nikita Jrushchov, que liberalizó las leyes estalinistas en cuanto al matrimonio, el divorcio y el aborto, pero mantuvo las leyes contra la sodomía. El gobierno de Jrushchov creía que, en ausencia de una ley que criminalizase la homosexualidad, el sexo entre hombres que ocurría en las prisiones se extendería entre la población general según se liberaban a los numerosos prisioneros de Stalin. Mientras que el gobierno de Stalin consideraba que homosexualidad y pedofilia eran lo mismo, el gobierno de Jrushchov consideraba la homosexualidad y los actos sexuales situacionales entre prisioneros eran lo mismo. En 1958, el ministerio del interior envió un informe secreto a las fuerzas de la ley ordenándoles incrementar el empleo de la ley contra los homosexuales. Sin embargo, Aline Mosby, una periodista extranjera que se encontraba en Rusia a finales de la década de 1950 y principios de la de 1960, atribuyó la actitud más liberal de Jrushchov al hecho de que vio algunas parejas homosexuales en público y a que no era raro ver a hombres en las salidas de ciertos teatros esperando a sus citas con actores.
Tampoco con la llegada al gobierno de Brézhnev cambió la situación. En 1964 un manual soviético sobre sexo daba las siguientes instrucciones: «Con todos los trucos a su disposición, los homosexuales buscan y consiguen la confianza de los jóvenes. Entonces actúan. No les permitas bajo ninguna circunstancia que te toquen. Tales personas deben ser inmediatamente denunciadas a los órganos administrativos, para que puedan ser eliminados de la sociedad.»
Existen indicios para creer que los homosexuales también fueron víctimas del uso de diagnósticos psiquiátricos que hizo el gobierno soviético para acallar a los disidentes y otros «pervertidos sociales». Los afectados a menudo eran internados en instituciones mentales acusados de esquizofrenia «indolente» o «insidiosa» y perdían cualquier derecho por incapacidad mental. Tanto esta «psiquiatría represiva», como el artículo 121 eran empleados para garantizar la fidelidad al partido de funcionarios y personajes públicos. Así, Serguéi Paradzhánov, uno de los grandes maestros del cine del siglo XX, fue detenido por ser homosexual en 1974 y sentenciado a cinco años de trabajos forzados. Sus colegas creían que estaba siendo castigado por sus controvertidas películas.
A principios de la década de 1970 la situación comenzó a relajarse ligeramente y la censura del gobierno comenzó a permitir breves menciones. En 1973 el autor Yerofeyev pudo incluir un breve monólogo interior sobre la homosexualidad en su obra Moscú-Petushki. Quizás la primera defensa de los derechos de gais desde la época del estalinismo fuese una breve toma de posición, crítica con el artículo 121 y pidiendo su eliminación, que se introdujo en el Libro de texto de la ley criminal soviética (1973). Victor Sosnora pudo escribir sobre el hecho de haber presenciado el brutal asesinato de un anciano actor gay en un bar de Leningrado en El Holandés Errante (1979), pero el libro solo pudo ser publicado en Alemania Oriental. Estas cortas menciones se caracterizan por haber sido realizadas por heterosexuales. Cuando el autor era gay, y específicamente cuando se consideraba que defendía los derechos de los gais, la censura tendía a ser mucho más dura. El autor gay ruso Yevgueni Jaritónov hizo circular de forma ilegal algunas historias de ficción gay antes de fallecer por problemas del corazón en 1981. El autor Guenadi Trifónov cumplió cuatro años de trabajos forzados por hacer circular sus poemas gais y, tras su liberación, se le permitió escribir y publicar con la condición de que evitase describir o hacer referencia a la homosexualidad. No fue hasta 1987 que médicos y periodistas comenzaron a discutir de forma abierta sobre el asunto desde un punto de vista científico y humanitario.
El intento en 1984 de varios homosexuales de Leningrado de crear la primera organización gay no tuvo éxito debido a la intervención del KGB. Solo tras la Glásnost se pudo llevar a cabo un proyecto similar: entre 1989 y 1990 se permitió la creación de una organización de derechos gais dirigida por Yevgeniya Debryanskaya y la publicación de una revista gay, Tema, dirigida por Roman Kalinin.
En la década de 1980 aparecieron bandas de jóvenes que apaleaban y robaban a gais, a veces animados por la policía, a sabiendas de que, si eran denunciados, los denunciantes irían a la cárcel. Una encuesta realizada en 1989 mostraba que los homosexuales eran la minoría más odiada en la sociedad rusa: el 30 % de los encuestados consideraba que los homosexuales debían ser liquidados. En una encuesta de opinión realizada en Cheliábinsk, del grupo de entre 16 y 30 años de edad, el 30 % de los que respondieron consideraban que los homosexuales debían ser «aislados de la sociedad», el 5 % que debían ser «liquidados», el 60 % tenía una actitud «negativa» hacia las personas gais y el 5 % calificaba su orientación sexual como «desafortunada».
Finalmente no se ha podido calcular el número total de hombres juzgados por el artículo 121, siendo 1988 la primera vez que se publicaron cifras oficiales, pero se cree que serían unos 1000 al año. De acuerdo con los datos oficiales, el número de hombres juzgados descendió continuamente durante la Glásnost:
- en 1987 fueron 831 sentencias para toda la Unión Soviética;
- en 1989 fueron 539;
- en 1990 fueron 497;
- en 1991 fueron 462.

De todas formas, hay que ser prudentes con estas cifras, ya que muchas acusaciones eran fabricadas y las confesiones de acusados y testigos eran a menudo obtenidas a golpes.